# Smrt Slobodana Miloševića
11. marca 2006 je srbski politik in nekdanji jugoslovaski predsednik Slobodan Milošević umrl v svoji zaporniški celici v Haagu, zaradi srčnega infarkta, medtem ko so mu na mednarodnem kriminalnem sodišču za nekdanjo Jugoslavijo (MKS) v Haagu sodili za vojne zločine. Štiriletno sojenje Miloševiću je bilo glavna mednarodna novica in umrl je nekaj mesecev, preden je bila izdana njegova razsodba. Njegova smrt se je zgodila kmalu po tem, ko je sodišče zavrnilo njegovo prošnjo za iskanje specializiranega zdravljenja na kardiološki kliniki v Moskvi. Poročilo, objavljeno 30. maja 2006, je potrdilo, da je umrl zaradi naravnih vzrokov in da v njegovem telesu ni bilo najdenega nobenega strupa ali druge kemične snovi, ki bi prispevala k njegovi smrti.

## Smrt
Milošević je trpel za srčnimi bolezni in visokim krvnim tlakom. 11. marca 2006 je bil zaprt v svoji celici v centru za pridržanje ZN za vojne zločine v haaškem delu Scheveningena, ko je doživel srčni infarkt. Ker je bil sam, mu nihče ni mogel pomagati, zaradi česar je 64-letni Slobodan Milošević umrl. Ob 10:00 tega dne so ga nato našli mrtvega. Predstavnik glavnega tožilstva je dejal, da je bil Milošević očitno mrtev že več ur. Sojenje naj bi se mu nadaljevalo 14. marca s pričanjem nekdanjega predsednika Črne gore Momirja Bulatovića. Zahtevi za obdukcijo v prisotnosti srbskega patologa sta bili odobrjeni, njegovo truplo pa so prepeljali na nizozemski forenzični inštitut. 
Obdukcija je ugotovila, da je Milošević umrl zaradi srčne kapi. Pri tem so bili izraženi sumi: 
1. da je namenoma zaužil napačno zdravilo, ki je povzročilo srčni napad (Milošević je sam trdil, da je dobil napačno zdravilo, tri dni preden je umrl).
2. da je vzel napačno zdravilo, sam da bi se poslabšalo njegovo stanje ali da bi s tem storil samomor. ICTY glavna tožilka Carla Del Ponte, je izjavila, da je Milošević namerno storil samomor, da bi se s tem izognil sojenju.
3. da je umrl zaradi malomarnosti, ne glede na njegovo zdravljenje, ki bi preprečilo srčni napad. 
Sprva nizozemski mrliški oglednik ni uspel ugotoviti vzrok smrti. Zato je predsednik ICTY odredil obdukcijo in toksikološko preiskavo. Takoj, ko je bila objavljena njegova smrt, so prispele govorice, da je  bil Milošević zastrupljen.  

## Preiskava

### 12. marec
Na Nizozemskem je potekala obdukcija; njegovi predhodni rezultati so pokazali, da je Milošević umrl zaradi miokardnega infarkta, znanstvenega izraza za srčni napad. Tribunal je opozoril, da ob njihovi izjavi ni mogoče izključiti zastrupitve, saj toksikološki testi niso bili zaključeni. Sodišče je zavrnilo Miloševićevo prošnjo za odhod v Rusijo na specialistično zdravljenje. Zoper to odločitev se je nameraval pritožiti, češ da se njegovo stanje slabša. Tik pred smrtjo se je Milošević ruskemu zunanjemu ministru Sergeju Lavrovu pritožil zaradi napačnega zdravljenja. Rusko zunanje ministrstvo je potrdilo, da je prejelo pismo Miloševića z njegovimi zdravstvenimi pritožbami. Milošević se je v pismu, ki ga je posredoval Miloševićev odvetnik Zdenko Tomanović, pritožil, da so mu dajali zdravilo proti tuberkulozi in gobavosti, in da je bilo to storjeno v tajnosti in ne da bi on (Milošević) kaj vedel o tem. Milošević je v lastnoročno napisanem pismu ruskemu zunanjemu ministru Sergeju Lavrovu povedal, da nikoli ni jemal nobenih mamil, niti ni bil bolan in da je potreboval zdravila:
V teh 5 letih, ko sem v njihovem zaporu, nisem nikoli uporabil nobenega antibiotika. V vsem tem obdobju tudi nisem imel nobene nalezljive bolezni (razen gripe). 
Milošević se je v istem pismu pritožil, da čeprav je zdravniško poročilo, ki vsebuje podatke o dejstvu, da je bilo zdravilo proti gobavosti najdeno v njegovi krvi, z dne 12. januarja, je izvedel in prejel poročilo šele štiri dni pred smrtjo. Enako je pozneje poročal nekdanji njegov naklonjen črnogorski predsednik Momir Bulatović, ki bi moral pričati v obrambo Miloševića. Po Bulatovićevih besedah je Milošević prenehal jemati drogo, ker se je posledično bal zastrupitve. Milošević je v svojem pismu motiviral svojo željo, da bi se zdravil v Rusiji (pri "ruskih zdravnikih, ki veljajo za najbolj cenjene zdravnike na svetu") in dejal:
Tudi to, da so zdravniki potrebovali 2 meseca (da mi poročajo), ne more imeti druge razlage, kot da se soočamo z manipulacijo. Vsekakor pa tisti, ki mi vsiljujejo zdravilo proti gobavosti, zagotovo ne morejo zdraviti moje bolezni; prav tako tisti, pred katerimi sem branil svojo državo v času vojne in ki me hočejo utišati. 
Odvetnik Zdenko Tomanović je novinarjem povedal, da se je njegova klientka bal, da bi Miloševića zastrupili, in citiral omenjeno pismo, pa tudi zdravniški izvid dva meseca pred smrtjo, po katerem je Miloševićeva kri vsebovala rifampicin - zdravilo, ki se običajno uporablja za zdravljenje gobavosti in tuberkuloze in ki bi nevtraliziral nekatere učinke Miloševićevih zdravil na njegov visok krvni tlak in srčno bolezen. Tomanović je povedal, da je uradno zaprosil za obdukcijo v Moskvi. Sodišče je zahtevo zavrnilo in namesto tega dovolilo obdukciji patologa iz Srbije. Tomanović je v izjavi dejal: "Za Slobodana Miloševića sem zahteval zaščito zaradi njegovih navedb, da je zastrupljen. Odgovora še nisem prejel in to je vse, kar vam v tem trenutku za povedat."  

### 13. marec
Nizozemski toksikolog Donald Uges je potrdil, da so drogo našli v Miloševićevi krvi, in nakazal, da je ta zdravila morda namerno jemal, da bi pobegnil iz zapora in poiskal zdravniško pomoč v Rusiji, kjer sta Miloševićeva žena Mirjana Marković in sin Marko še vedno živela v izgnanstvu. Prav tako so viri na Tribunalu navedli, da je imel Milošević reden dostop do nepredpisanih zdravil, ki so jih v njegovo celico pretihotapili pod ohlapnim zaporniškim sistemom. Timothy McFadden, upravnik zapora, odgovoren za Miloševića, naj bi se decembra 2005 in januarja 2006 zaman pritožil, da ne more več spremljati drog, ki jih je jemal nekdanji predsednik. Milošević je imel tudi ključ od lastne pisarne, ki je imela faks, računalnik in telefon ter dostop do zasebne "komfortne sobe" za obiske njegove žene.

### 17. marec
Razsodišče je potrdilo, da predhodni rezultati krvnih testov nič niso kazali, da je Miloševićevo smrt zaradi srčnega napada povzročila zastrupitev. Sodnik Fausto Pocar, predsednik sodišča za vojne zločine pri ZN, je na novinarski konferenci: "Doslej ni bilo najdenih nobenih znakov zastrupitve. Želel bi poudariti, da gre za začasni rezultati." Tribunal registrar Hans Holthuis je potrdil, da so bile sledi rifampicinoma najdene v enem od prejšnjih 12 krvnih preiskav januarja 2006. Vendar je Pocar dejal, da ni bilo najdenih nobenih sledov droge v času Miloševićeve smrti. Po Haagu, je okraj javni tožilec Moraal, ki se nanaša na NFI / nizozemski forenzične inštituta, povedal, da "rifampicin izgine iz telesa hitro, in dejstva, da so bile ugotovljene nobene sledi pomeni le, da ni verjetno, da bi bila rifampicin zaužije ali dajali v zadnjih nekaj dni pred smrtjo ".

Leo Bokeria, direktor moskovskega Bakulev Heart Surgery Center, je potrdil, da je Milošević umrl zaradi srčnega napada, vendar pa je dejal ustrezno zdravljenje v Moskvi ali v enem od številnih državah, vključno z Nizozemsko, bi ga rešil. Za Bokeria, so bili potrebni medicinski postopki (koronarno angiografijo in vstavitvijo žilne opornice) "osnovni". Bokeria je dejal, nič ni kazalo na znake samomora", vendar pa je ostalo več vprašanj o tem, ali je Milošević prejel ustrezno zdravniško oskrbo. Izjavljeno je bilo: 
Če bi bil bolnik dovolj dobro pregledan ... bi bil še vedno živ še danes.
Bokeria je tudi trdila, da je center poslal Pocarjeva pismo ga obvešča, da je Milošević je potrebno bolnišnično zdravljenje in poimenovanje več držav poleg Rusije, kjer je mogoče, da je opravljeno. Medicinski kolumnist časov «Thomas Stuttaford pripomnil, da, upoštevajoč, kar je bilo znanega o zdravstvenem stanju Miloševićevega več let, je bil" presenečen, da je (Milošević) živel tako dolgo, kot je to lahko storil ". Po Stuttaford, glede na podatke, ki so obstajali, bi jih bilo treba upoštevati Milošević za koronarno obvod ali angioplastiko; medtem ko bi se ti postopki onemogočili zaradi hudih srčnih napak, ki se lahko določi le s skrbno analizo srca in bi si mislil, da če je bilo to storjeno, kdo vse bi ga omenil. Po Stuttafordovih besedah je bil rifampicin zvit način, da bi ubil človeka, ki ni bil potreben strokovnega znanja.

### 5. april
Pozneje so bili objavljeni zaključki nizozemske preiskave o Miloševićevi smrti. Preiskovalci so ugotovili, da je Milošević umrl naravne smrti, končne toksikološke študije pa so potrdile, da ni bilo najdenih nobenih sledi zastrupitve ali snovi, ki bi lahko povzročile srčni infarkt. Tožilci so tudi sporočili, da čeprav so v Miloševićevi celici tri mesece prej našli zdravila brez recepta, na dan njegove smrti v njegovi celici niso našli nobenih zdravil. Predsednik Jugoslovanskega sodišča ZN za vojne zločine je potrdil končno poročilo, ki je uradno zaključilo nizozemsko preiskavo, a je dejal, da bo sodišče še naprej preiskalo zdravljenje, ki ga je Milošević prejel v petletnem priporu.  

## Politični odzivi

### ICTY
ICTY glavna tožilka Carla Del Ponte je obžalovala Miloševićevo smrt. V zvezi z vzroki Miloševićeve smrti, je bilo ugotovljeno, da samomor ni mogoče izključiti, in ni želela komentirati špekulacij, da je bil Milošević morda zastrupljen. V intervjuju za časopis Rim, La Repubblica, Del Ponte je navedeno:
Osebno sem besna ... V hipu je bilo vse izgubljeno ... smrt Miloševića predstavlja zame skupen poraz. 

### Srbski odzivi
V Srbiji je več deset tisoč podpornikov Miloševićevega režima kritiziralo sodišče za domnevno bolj ali manj odgovoren za njegovo smrt. Člani njegovih svetovalcev Socialistična stranka so bili posebej kritični - na primer, višji uradnik Ivica Dačić je dejal, da "Milošević ni umrl v Haagu, ampak da je bil ubit v Haagu".  Predsednik Boris Tadić, ki je bil nasprotnik Miloševića in socialistične stranke, je dejal, da je po njegovem mnenju za Miloševićevo smrt odgovorno U.N. sodišče za vojne zločine, vendar je dodal, da ne bi ovirala prihodnje sodelovanje Srbije s sodiščem. 

## Odzivi Miloševićeve družine
Najbolj opazna reakcija je bilo pismo Marka Miloševića, sina Slobodana Miloševića, ki ga je poslal predsedniku MKSJ. V pismu je Marko Milošević obžaloval njegovo smrt in haaško sodišče označil za malomarno in odgovorno za smrt svojega očeta. V enem delu pisma, se je Marko strinjal, da njegov oče ni bil zastrupljen in je obtožil MKSJ za to, da zavaja:
Drugič, ne bomo družina, niti strokovna skupina patologov, ki je bila seznanjena z zdravjem mojega očeta in je glede na ugotovitve nizozemske ekipe, kdaj trdila na možnost zastrupitve. Nasprotno, sem sprejel diagnozo srčnega napada (infarkt), od trenutka, ko sem zanj izvedel v Haagu. Opozoril sem tako namestnika in nizozemski tožilca ne Srozata za preiskave z vzpostavitvijo obtožbe, kot so nasilni umor ali zastrupitev. Dokumenti, ki ste jih izbrali za opis "prizorišče zločina", so naivni, vulgarni in žaljivi.  Poročilo samo po sebi, če je neodvisna institucija, bi bilo vsaj razočaranje. Ampak, saj je to, ki ga je sodišču, samega nosilca, ki je imel monopol nad zdravjem mojega očeta v času svojega časa v priporu ZN izdal, je šokantno. Vsebuje nepričakovano število protislovij. Njegova vsebina in sklepi so popolnoma nesprejemljivi za pametne misli. 
Marko Milošević je nato nadaljeval o logiki preiskave očetove smrti:
Tudi če bi imeli sume zastrupitve, bi jih bilo nesmiselno poskušati dokazovati v razmerah, kjer je edini možni krivec preiskovalec. Kot da bi obtoženi storil kaznivo dejanje, vodil preiskavo in prišel do pričakovanega sklepa, da je nedolžen. Obtoženi se lahko zagovarja, vendar je precej nenavadno, da obtoženec sam vodi preiskavo, kot je bilo to v primeru vaše preiskave in vašega poročila. 
Družina Milošević je sprožila vprašanja o legitimnosti preiskavi MKSJ-ja:
Moram omeniti dejstvo, da je bila obdukcija opravljena brez prisotnosti neodvisne strokovne skupine, ki bi ga naši družini poslala, čeprav smo vztrajali na njej? Ali pa, da je bilo ruskim zdravnikom preprečen  dostop do telesa in vzorcev tkiva? Ali pa, da so bili zanikani njegovi krvni vzorci? Zdaj pa se je zgodilo, da nizozemske zdravstvene ustanove in zdravniki, ki so bili že močno ogroženi v očeh javnosti prek njihovega sodelovanja z MKSJ tožilstvu v številnih manipulacij z zdravjem mojega očeta, zdravljenja in ustrezne diagnoze, so bili edini, ki so upravljali teste toksikologije in objavili svoje rezultate?! Tu vas moram spomniti pisma mojega očeta, naslovljenega na ruskem ministerstvu za zunanje zadeve, katerega je napisal le nekaj ur pred smrtjo, v katerem je napisal, da sumi, da ga je zastrupila v UNDU. Torej, tukaj imamo situacijo, kjer smo priča številnim špekulacijam o njegovih krvnih vzorcev, izrazil je svoje skrbi o tem, potem pa je nenadoma umrl. Zdaj je ta skrivnostni obdukcija, ki so jih zelo isti ljudje, ki so ga oskrbovali, ugotovili, da ni bilo zastrupitev. Kako verjetno se to sliši tudi na vas gospod Parker?

Škoda je, da nisem v položaju, da bi zastavil gospodu Del Ponteju še enostavnejši vprašanje - če je bil bolan, zakaj potem ni dobil zdravniško oskrbo, ko je prosil za to? In če ne bi bil bolan, zakaj je pol umrl?
Marko Milošević je zapisal še: 
Razumem, da človek zavrača obtožbe zastrupitve, in zdaj z ugotovitvijo, da ni bilo nobene zastrupitve si drznete trditi, da je ICTY razbremenjena vseh odgovornosti za očetovo smrt. Kljub temu, nesporna resnica še pred javnostjo, je slika mojega očeta, ki obravnava svojo tako imenovano "poskusno komoro" in prosi, da se ji zdravstveno oskrbo, in "predsednik senata" odziva, da ne bo poslušal. 

Vprašanje ni, ali je bil moj oče umorjen ali zastrupljen. Bistvo je, da je bil nekdanji predsednik države, ki je bil zadržan v priporu ZN hudo bolan in se je nenehno pritožujeval zaradi njegovega zdravstvenega stanja. On je bil zavrnjen ustrezna (če sploh), zdravljenja, nato pa je umrl. Hkrati pa tistim, ki so mu zavrnili zdravljenje, naj se nedvomno zaveda, kakšne bodo njihove posledice. Prosil je za začasno izpustitev na zdravljenje.
Marko Milošević je dvomil v namere ICTY:
Sodišče in vsi pristojni so zagrešili naklepni umor. Na smrt so ga obsodili 24. februarja, ko so zavrnili njegovo prošnjo za začasno izpustitev, pri čemer so ignorirali vse: njegovo zdravstveno stanje, pravice in opozorila njegovih zdravnikov, ki so imeli za razliko od zaporniškega zdravnika, ki ga je zaposlilo ICTY, oboje – nedvomno kompetentno in  strokovnost, pa tudi njegovo samozavest. Če ne upoštevamo niti jamstev Ruske federacije (z razlago, da so ta jamstva premalo verodostojna, se zdi, da si je Sodišče dalo mandat, da oceni verodostojnost celo stalnih držav članic Varnostnega sveta). Sodba, izrečena 24. februarja, je začela veljati 11. marca. To je dejstvo in resnica. Vsaka druga špekulacija je le izogibanje političnemu manevriranju. 
Kot eden od sklepov je Marko Milošević še dodal:
Očitno je, da tudi brez zastrupitve, umora ali česa podobnega, ampak s srčnim popuščanjem, ki ga menite, da je naravna smrt, ki jo je ustvaril IKS in ZN, ki so jo ustvarili, edina odgovornost za smrt mojega očeta.  

## Pogreb
Po vsej Srbiji je izbruhnila velika polemika glede Miloševićevega pogreba. Tako socialistična stranka kot tudi nacionalistični voditelji so zahtevali, da mora država prirediti državni pogreb. Še zlasti se je trdilo, da bi Milošević morali imeti pomemben grob v "Aleji v velikanov", kjer so pokopani drugi srbski voditelji, katerega ga je sodišče zavrnilo. Kot rezultat tega je Socialistična stranka zagrozila z izstopom podpore, ki je bistvenega pomena za vladajoče koalicije. Nazadnje je sodišče odločilo, da mora imeti Milošević zasebni pogreb v svojem domačem kraju, Požarevac. Kljub temu pa je bilo slovo slovesnost v organizaciji Socialistične stranke zunaj zveznem parlamentu v Beogradu. Približno 50.000 podpornikov Miloševićevega režima se je udeležilo pogrebne slovesnosti, ki se je izkazalo v množičnih demonstracijah, z nizom velikih govorov uglednih podpornikov. Nato je bila Miloševićeva krsta sprejeta v njegov rojstni kraj za pokop na dvorišču svojega družinskega doma, kjer so ga nato pokopali.